# 오바야시 모토코
오바야시 모토코(일본어: 大林素子 おおばやし もとこ, 1967년 6월 15일 - )는 도쿄도 고다이라시 출신의 일본의 전 여자 배구 선수이다. 포지션은 라이트, 신장은 182cm이다. 중학교 1학년때부터 배구를 시작했으며, 1985년부터 1996년까지 일본 국가대표 배구 선수로 활약했다. 현재는 탤런트로서 각종 미디어에 출연하며, 배구교실, TV해설, 집필 등 폭넓은 활동을 하고 있다.

## 주요 국가대표 경력
- 1985년 세계청소년선수권대회, 월드컵 배구대회
- 1986년 아시아청소년선수권대회
- 1987년 아시아선수권대회, 세계청소년선수권대회
- 1988년 서울 올림픽
- 1989년 아시아선수권대회, 월드컵 배구대회
- 1990년 세계배구선수권대회, 베이징 아시안게임
- 1991년 아시아선수권대회, 월드컵 배구대회
- 1992년 바르셀로나 올림픽
- 1993년 월드그랑프리 배구대회, 아시아선수권, 월드그랜드챔피언쉽
- 1994년 히로시마 아시안게임, 세계배구선수권대회
- 1995년 월드그랑프리 배구대회, 월드컵 배구대회
- 1996년 애틀랜타 올림픽, 월드그랑프리 배구대회

## 주요 수상 경력
- 1989년 아시아클럽선수권 스파이크상, 블로킹상
- 1991년 아시아클럽선수권 스파이크상, 베스트6상, 아시아선수권대회 베스트스파이커상
- 1992년 아시아클럽선수권 최우수선수상, 베스트6상